# Rødovre Kirke
Rødovre Kirke er fra 1664 og er således bygget efter reformationen. Den tilskrives ofte bygmesteren Albertus Mathiesen.
Rødovre Kirke er den ældste bygning i Rødovre Kommune. Dette er ikke ensbetydende med, at alle dele af denne historiske bygning stammer fra samme fjerne fortid. Som det er tilfældet med de fleste gamle bygninger, har forskellige epoker sat deres præg på helhedsindtrykket.
Men hovedindtrykket kan for Rødovre kirkes vedkommende alligevel ret nøje tidsfæstes til 1664 og kong Frederik 3.s arkitekt Albertus Mathiesen, der på kongeligt initiativ og delvis også på majestætens regning skabte den bygning, der ses i dag.

## De gamle kampesten
Det var ikke en ny kirke til et nyt sogn, Albert Mathiesen skulle udføre, og selv baggrunden for det nye bygningsværk var da også lidt trist. Under den hårde krig med Sverige havde broderfolkets tropper ødelagt den middelalderlige teglstenskirke, hvis fundament det blev arkitektens opgave at genbruge. Betragter man altså kirken i fodhøjde, kan det lade sig gøre at føre den tilbage til 1200-tallet. Herom vidner de gamle kampesten, der hist og her bryder murfladen.

## Galleri
- Interiør.
- Altertavle fra 1594.
- Døbefont af kalksten fra ca. 1930.
- Prædikestol fra 1958-1959.
- Salmenummertavle.
- Neobarokt orgel af Frobenius fra 1958-1959.

## Eksterne kilder og henvisninger
- Rødovre Kirke hos KortTilKirken.dk
- Rødovre Kirke hos danmarkskirker.natmus.dk (Danmarks Kirker, Nationalmuseet)